# Me and Simon
Me and Simon è il terzo album in studio della cantautrice iraniana-svedese Laleh, pubblicato nel 2009.

## Tracce
1. Big City Love – 3:40
2. Simon Says – 3:53
3. Mysteries – 3:25
4. Go Go – 3:55
5. Roses – 4:54
6. The End – 5:06
7. Nation – 4:04
8. History – 1:00
9. Farda – 4:15
10. Snö – 4:19
11. Bjurö klubb – 4:54
12. Svalorna – 4:30
13. Lär mig om – 2:52